# 연삭

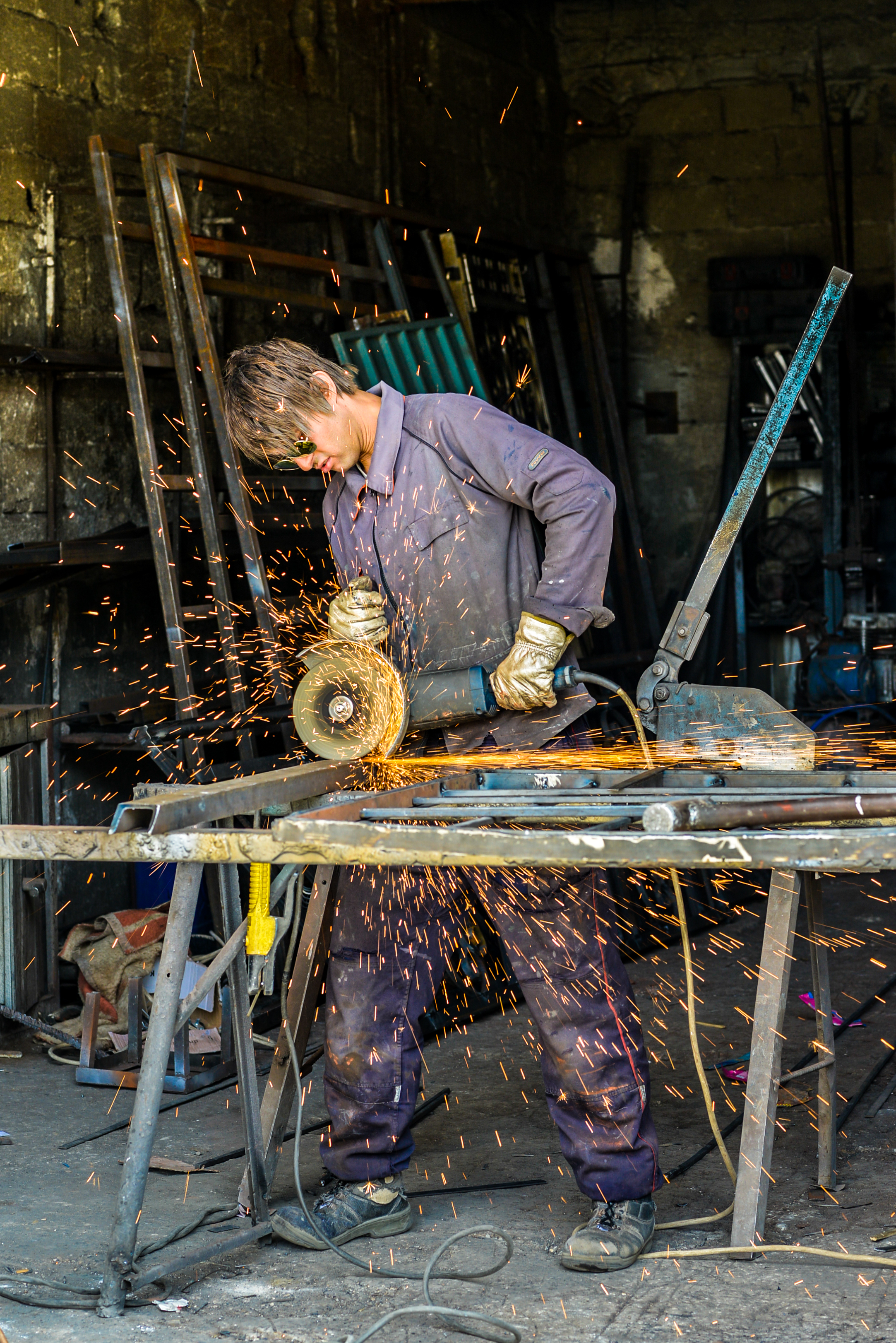
앵글그라인더로 금속을 연삭하는 모습. 연삭 과정에서 상당량의 스파크가 튄다.

연삭(硏削, 영어: Grinding)은 숫돌이나 그라인딩휠을 절단용구로 사용하여 물체의 표면을 갈아내어 평평하게 만드는 공정이다.

## 참고 문헌
- Adithan, M.; Gupta, A. B. (2002), 《Manufacturing Technology》, New Age International Publishers, ISBN 978-81-224-0817-1.